# Cheikh Sidy Ba
Cheikh Sidy Ba (Dakar, 31 marzo 1968) è un ex calciatore senegalese, di ruolo difensore.

## Carriera

### Club
Ha giocato nel campionato austriaco e senegalese.

### Nazionale
Con la maglia della nazionale ha partecipato alla Coppa d'Africa nel 2000.

## Palmarès

### Club

#### Competizioni nazionali
- Campionato senegalese: 1

Diaraf: 2004